# Hájovna Orlovy
Hájovna Orlovy leží asi 4 km jižně od Lipnice nad Sázavou v Orlovských lesích. Je považována za kolébku českého skautingu. Hájovna patřila na začátku 20. století rytíři Josefu Stránskému ze Stránky, který byl tchánem zakladatele českého skautingu A. B. Svojsíka. Svojsík zde často pobýval a napsal zde své základní knihy V přírodě a Základy junáctví. V blízkosti hájovny se také odehrával první skautský tábor roku 1912.
Budovu dnes vlastní humpolečtí skauti a je využívaná ke skautským výpravám a pořádání vzdělávacích kurzů.
Na hájovně se od roku 2019 pořádají Mosty přes Jarugu, největší každoroční celorepubliková akce Junáka pro skauty a skautky ve výchovné kategorii.

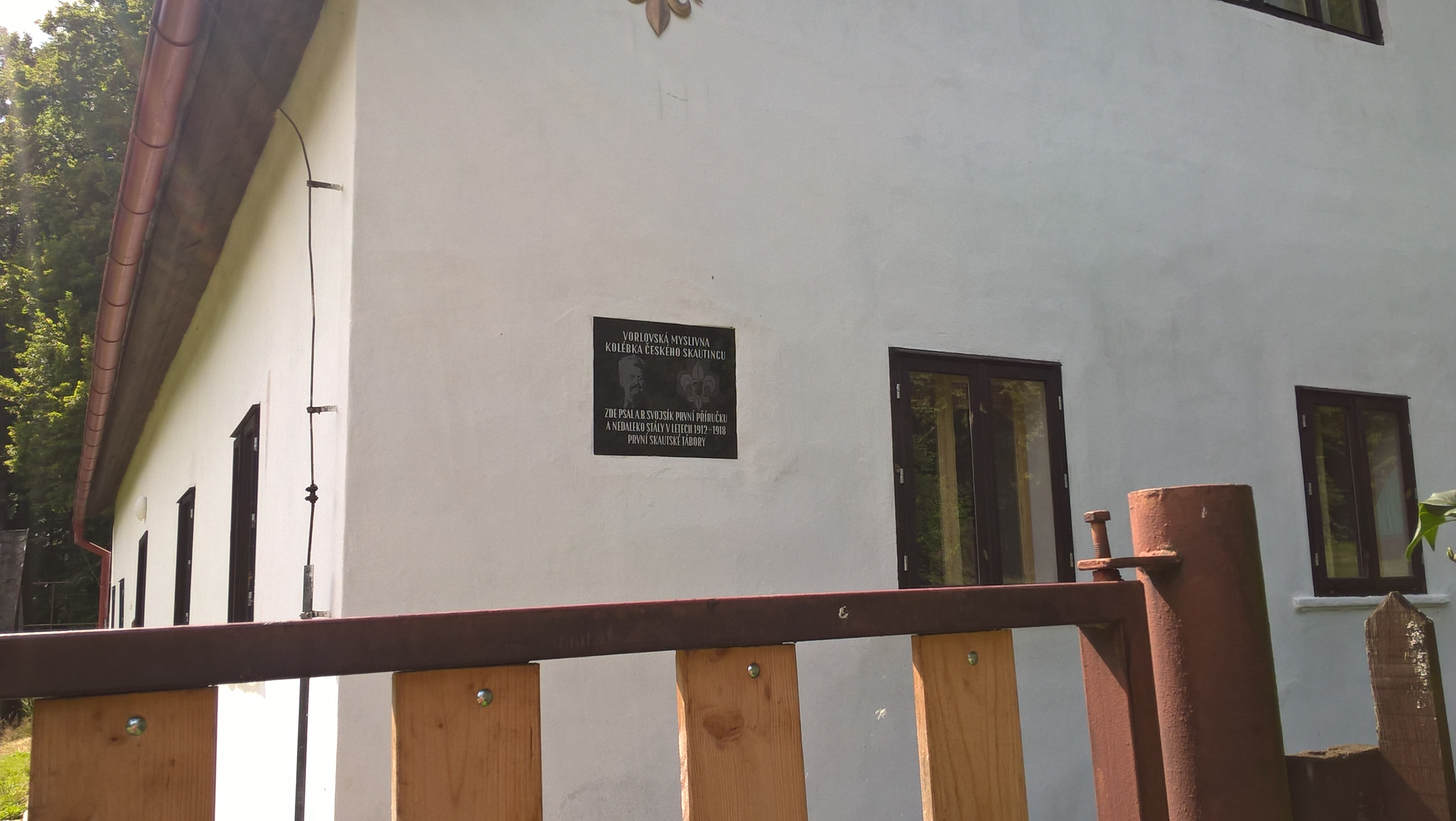
Pamětní deska A. B. Svojsíka